# VEB Kraftwerksanlagenbau, Wasastraße 50

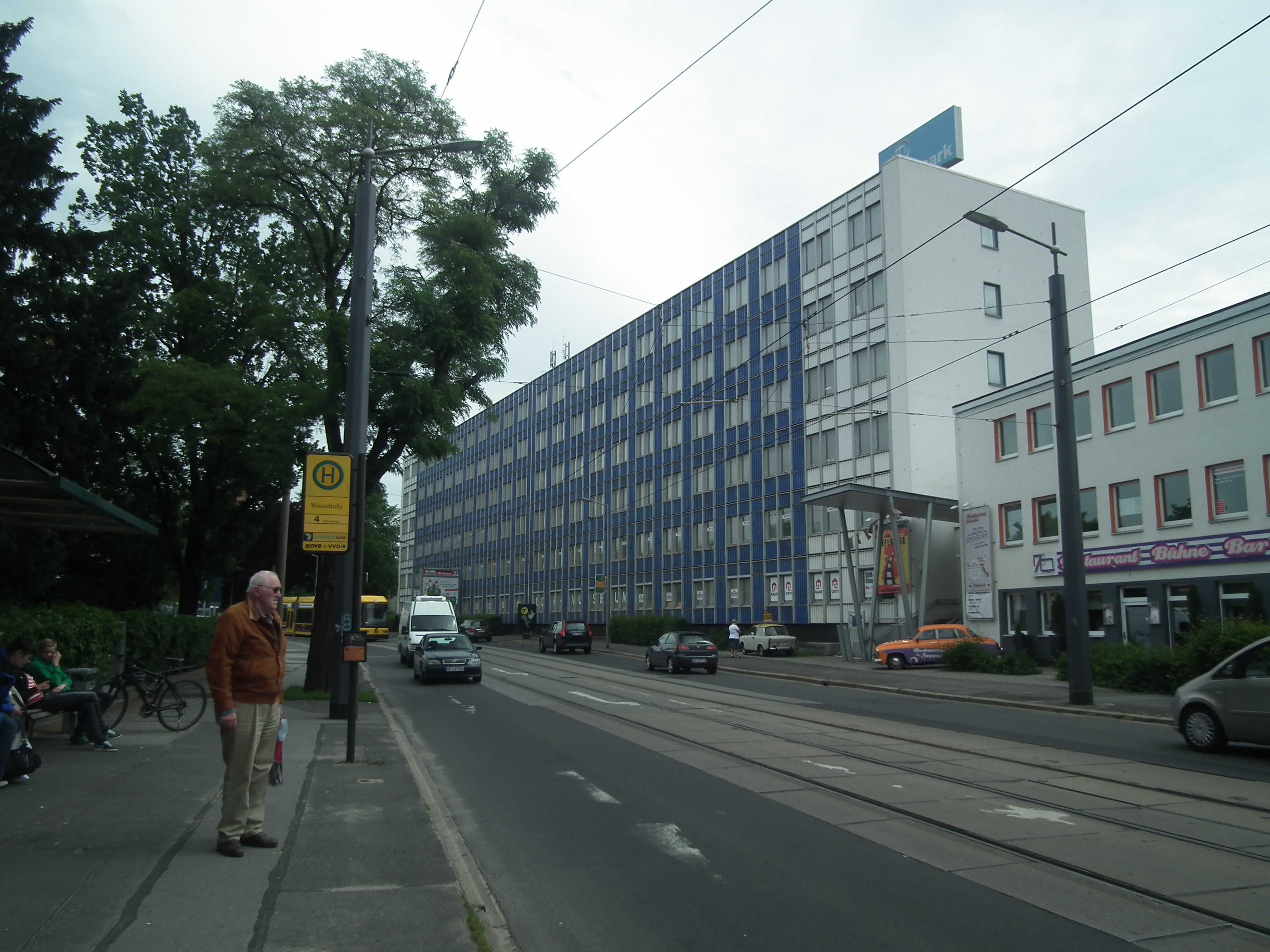
DDR-Museum „Zeitreise“

Die Gebäude des VEB Kraftwerksanlagenbau, Wasastraße 50 in Radebeul sind ein Beispiel für die Architektur des Industriebaus der 1970er Jahre in der DDR. In dem Volkseigenen Betrieb mit einer Nutzfläche von 3500 Quadratmetern arbeiteten einst 870 Menschen. Von 2006 bis 2016 befand sich das DDR-Museum „Zeitreise“ in dem Gebäudekomplex, dem „deutschlandweit größten Museum zur Alltagskultur der DDR“.
Der Kraftwerksanlagenbau besteht aus mehreren Gebäuden. Ein 6-geschossiger Bau wurde 1976 bis 1978 in 2-Megapond-Skelettbauweise errichtet und hat eine Vorhangfassade. Des Weiteren wurde ein 5-geschossiges Gebäude von 1970 bis 1974 in Stahlskelettbauweise und ein eingeschossiger Sozialtrakt erbaut.
Auf dem Gelände soll in Zukunft ein Wohnquartier entstehen. Bis auf das Gebäude entlang der Meißner Straße, welches wegen seiner Fassadenfarbe auch „Blaues Haus“ genannt wird, sollen alle weiteren Gebäude abgerissen werden. Das Gebäude an der Meißner Straße soll teilweise zurückgebaut werden und künftig nur noch vier Stockwerke sowie einen kleineren Staffelgeschossaufbau besitzen. Auf dem Areal hinter dem Gebäude sollen Mehrfamilienhäuser entstehen.